# Campephilus guatemalensis
El carpintero pico plateado (Campephilus guatemalensis) o picamaderos piquiclaro o es una especie de ave piciforme de la familia Picidae. Es un pájaro carpintero grande, nativo de zonas tropicales de México y de Centroamérica.

## Descripción
El carpintero pico plateado mide de 35 a 38 cm de largo y pesa de 200 a 280 g. Los adultos tienen un plumaje predominantemente negro por encima, con un pico de color marfil, una cresta tupida, una franja de color blanco a cada lado del cuello bajando en los hombros hasta casi converger en forma de V en la espalda. La garganta es negra y el resto de las partes inferiores es de color blanco, con gruesas barras negras. La cabeza y cresta del macho son de color rojo. El plumaje de la hembra se diferencia del macho por el color negro de la cabeza, cresta y garganta. Su apariencia es algo semejante a la del carpintero listado (Dryocopus lineatus), pero es más grande y más robusto. La hembra puede distinguirse del carpintero listado por la ausencia de una franja facial blanca.

## Distribución y hábitat
El área de distribución del carpintero pico plateado se extiende de México hasta Panamá, incluyendo Guatemala, Belice, El Salvador, Honduras, Nicaragua y Costa Rica. Vive en bosque tropical y subtropical así como en manglares.

## Comportamiento
Suele forrajear en la parte superior de los troncos y principales ramas de árboles grandes. Se alimenta principalmente de las larvas de escarabajos grandes, como las de las familias Cerambycidae y Scarabaeidae, que representan al menos el 70 % de su dieta. También pueden comer termitas y bayas como las de algunos arbustos de la familia Melastomataceae.

## Subespecies
Se distinguen las siguientes subespecies:
- Campephilus guatemalensis guatemalensis (Hartlaub, 1844)
- Campephilus guatemalensis nelsoni (Ridgway, 1911)
- Campephilus guatemalensis regius Reichenbach, 1854